# Fibercementskiva

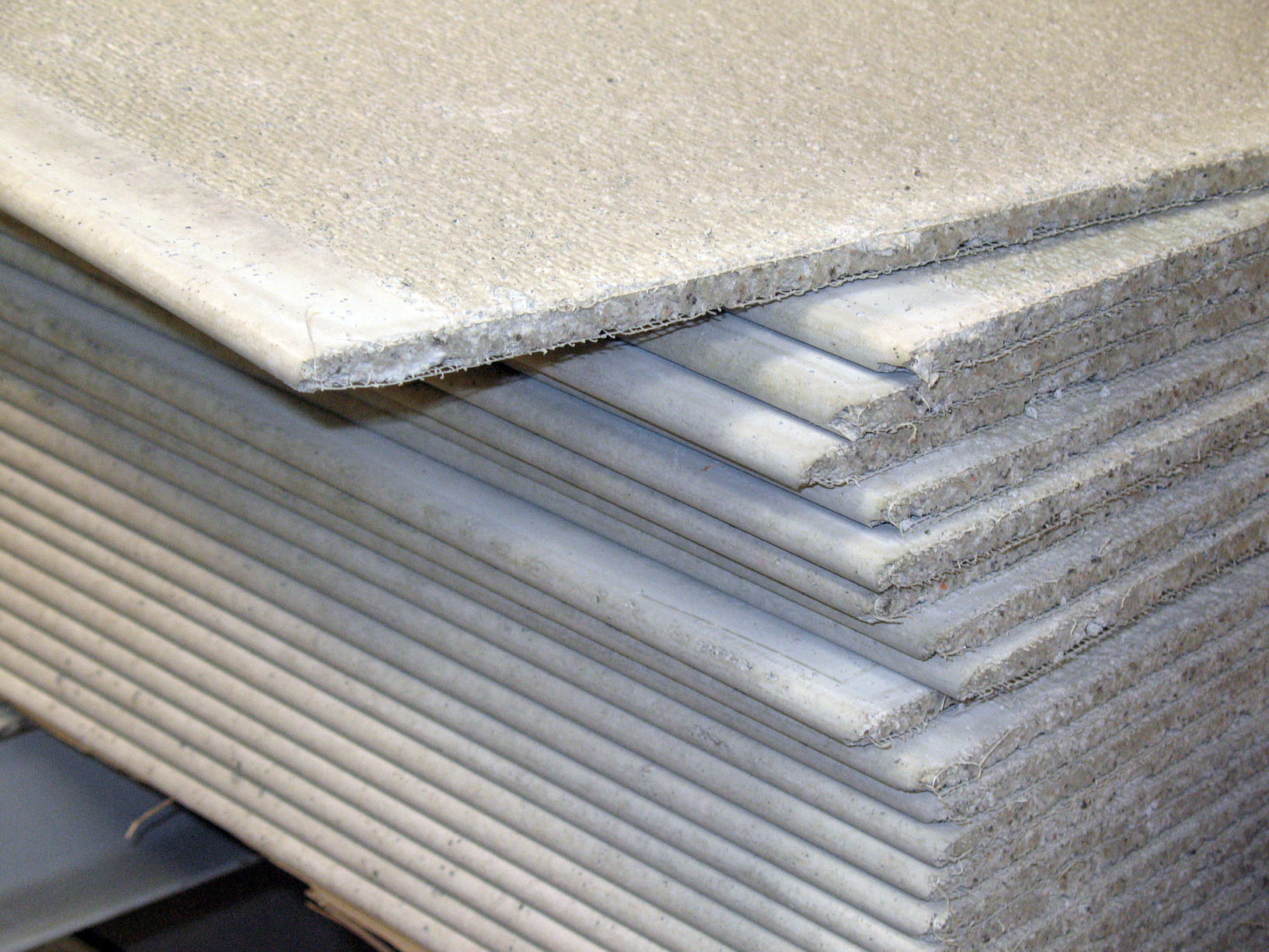
Fibercementskivor

En fibercementskiva är en byggskiva av cement, cellulosafiber och en del andra material. Den används främst som in- och utvändig väggbeklädnad eller som brandisolering. Fibercementskivan har i princip ersatt asbestcementskivan (till exempel Eternit) och har ungefär samma användningsområden som denna. Fibercementskivan har rätt god tålighet mot bland annat fukt, brand, slag och slitage. 

## Innehåll och konstruktion

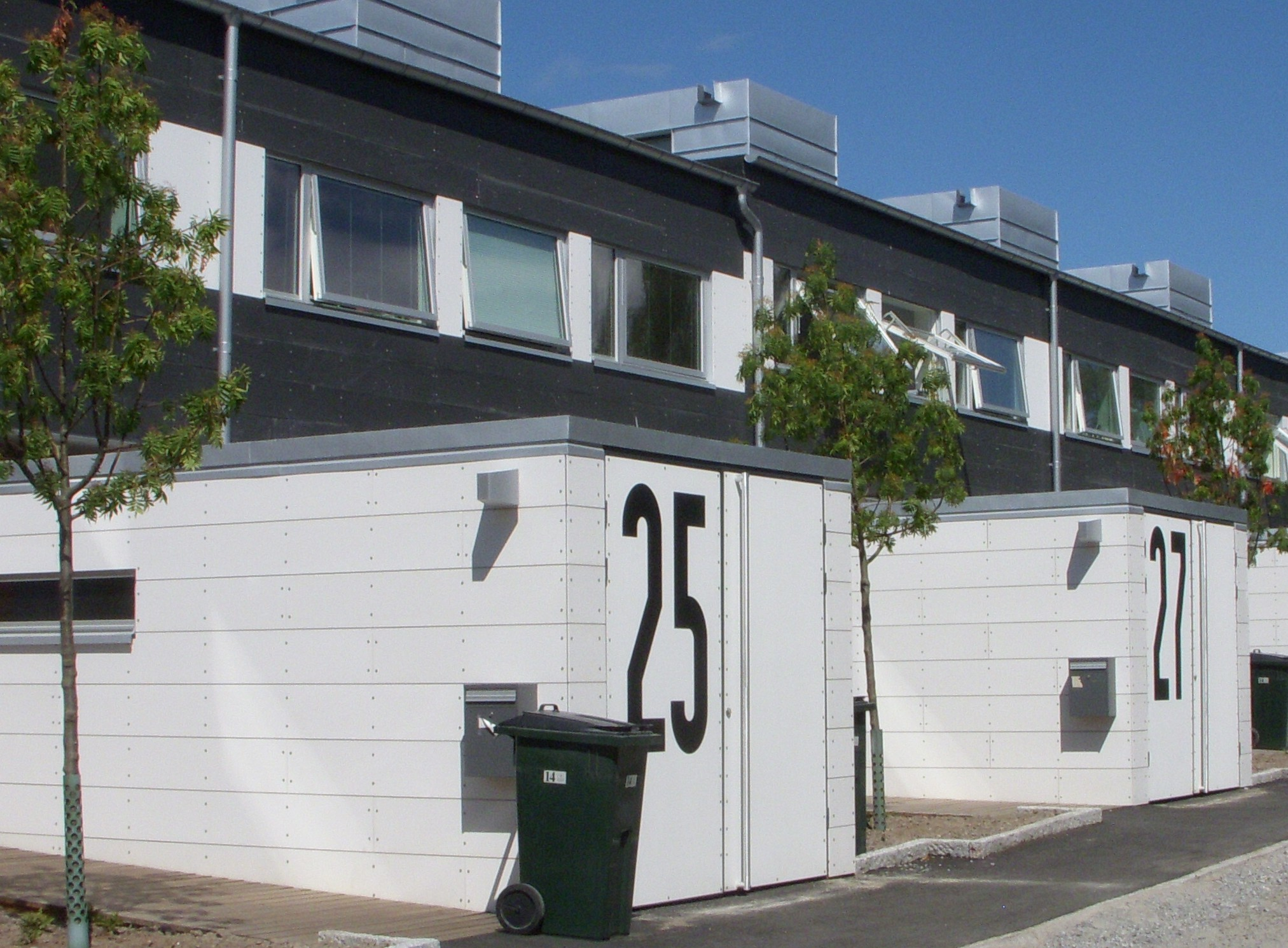
Fibercementskivor som fasadbeklädnad, här kvarteret Barnmorskan i Stockholm.

Fibercementskiva innehåller portlandcement, cellulosafibrer, returpapper och mineralfiller. Fasadskivan innehåller även polypropylenfibrer. Råmaterialen blandas till en massa och sprids ut i en form där överflödigt vatten pressas och sugs ur. Skivorna härdas därefter i 2 till 3 veckor i + 30° C. Naturfärgen är mellangrå, som cement.

## Användningsområden
- Används som vindskyddsskiva i isolerade lätta ytterväggar.

- Används som utvändig fasadbeklädnad (fasadskiva). Den är frostbeständig, den ruttnar och möglar inte, brinner inte och angrips inte heller av gnagare eller hackspett. Skivan kan levereras i lackerade önskade färger och finns även genomfärgade och med olika mönster t ex trärelief. Det finns även skivor avsedda som beklädnad av marksockel. Dessa kan även motfyllas. Fasadskiva används också som dekorativt och smutsavvisande beklädnad invändigt i tex skolkorridorer.

- Används som brandskyddande, ljudisolerande och slagtålig beklädnad på väggar i skolor, sporthallar, garage, butiker, lantbruksbyggnader, uterum och liknande, samt i undertak inom- och utomhus.

- Används i våtrum som underlag för målningssystem klass VT och plastmatta som trådsvetsas  i bad-, dusch- och tvättrum och andra fuktiga utrymmen.  Vattentålig och mögelsäker väggbeklädnad krävs i många typer av rum och byggnader. Exempel på rum: Soprum där ytan ibland spolas med vatten för rengöring.

## Mått
Beroende på användningsområden är tjocklekar mellan 4 och 12 mm (med 2 mm intervall) vanliga. Bredd ligger vanligen på 594, 900, 1194 och 1200 mm och längd på 2440, 2550, 2600 och 3050 mm. Plank i trärelief har bredd 180 mm och längd 3600 mm. Tjockleken är 8 mm som även är den vanligaste tjockleken för fasadskivorna.